# Sobralia doremiliae
Sobralia doremiliae là một loài thực vật có hoa trong họ Lan. Loài này được Dressler miêu tả khoa học đầu tiên năm 1995.